# Shaanxinus longiembolus
Espèce
Shaanxinus longiembolus est une espèce d'araignées aranéomorphes de la famille des Linyphiidae.

## Distribution
Cette espèce est endémique de Chine. Elle se rencontre au Hubei et au Hunan.

## Description
Le mâle holotype mesure 3,60 mm et la femelle paratype 3,66 mm.

## Systématique et taxinomie
Cette espèce a été décrite par Irfan, Zhang et Peng en 2025.

## Publication originale
- Irfan, Zhou, Peng & Zhang, 2025 : « Survey of Linyphiidae spiders (Arachnida: Araneae) from some oriental regions of China. » Megataxa, vol. 15, no 1, p. 1-248 (texte intégral).